# 達特茅斯峰
80°12′S 157°41′E / 80.200°S 157.683°E
達特茅斯峰（英語：Dartmouth Peak）是南極洲的山峰，位於奧次地，處於麥克林托克山東北面5.2公里，屬於不列顛嶺的一部分，海拔高度3,320米，現時由南極條約體系管理。